# Jessica Lowndes
Jessica Lowndes, född 8 november 1988 i Vancouver i British Columbia i Kanada, är en kanadensisk skådespelare, som bland annat medverkar i CW-serien 90210.

## Filmografi

### Film
| År   | Titel                         | Roll   | Övrigt    |
| ---- | ----------------------------- | ------ | --------- |
| 2008 | The Haunting of Molly Hartley | Laurel | Biroll    |
| 2008 | Autopsy                       | Emily  | Huvudroll |

### Television
| År   | Titel                 | Roll                     | Övrigt                        |
| ---- | --------------------- | ------------------------ | ----------------------------- |
| 2008 | "90210"               | Adrianna Tate Duncan     | TV-serie                      |
| 2008 | "Greek"               | Mandi - Zeta Beta Pledge | TV-serie - Biroll / 6 avsnitt |
| 2008 | "Pretty/Handsome"     | Cassie Booth             | TV-film (ej visad) - Biroll   |
| 2006 | "To Have and to Hold" | Lisa                     | TV-film - Biroll              |
| 2006 | "Kyle XY"             | Eve                      | TV-serie - Biroll / 1 avsnitt |
| 2006 | "Alice, I Think"      | Becky                    | TV-serie - Biroll / 2 avsnitt |
| 2005 | "Dance of the Dead"   | Peggy                    | TV-serie - avsnitt 1.03       |
| 2005 | "Saving Milly"        | Andrea Kondracke (15 år) | TV-film - Biroll              |